# 类班图语支
类班图语支（Bantoid）是贝努埃-刚果语支的一个主要分支，由北类班图语支和南类班图语支组成，其中班图语支占绝大多数，因此其得名“类班图语支”。